# Carlo D'Amico
Carlo D’Amico (Jelsi, 1857 – Torino, 1914) è stato un militare italiano.
Ricoprì il grado di generale. Sottotenente nel 1879, nel 1905 - da colonnello - gli furono affidati importanti incarichi nell'ambito del X e del VII Corpo d'Armata. Sempre da colonnello ebbe al suo comando il 45º reggimento fanteria della brigata “Reggio”. Nel corso della Guerra Italo-Turca meritò la croce di cavaliere dell'Ordine Militare di Savoia in qualità di maggior generale comandante della 3ª brigata speciale di fanteria con la seguente motivazione: “Nel condurre una colonna delle tre armi contro Koefia occupata dal nemico asserragliato nei fabbricati dell'Oasi, diresse valorosamente per più ore il combattimento in terreno scoperto, riuscendo a respingere le forze avversarie. Koefia 28 novembre 1911”. Rientrato in patria dopo aver comandato in Cirenaica il presidio di Tobruk, assunse il comando della brigata “Parma” (49º e 50º Fanteria).